# Павлов, Дмитрий Юрьевич
Дмитрий Юрьевич Павлов (род. 18 апреля 1980, Выборг) — российский театральный режиссёр и сценограф. Заслуженный деятель искусств Дагестана (2023).

## Биография
Родился 18 апреля 1980 года в Выборге. Окончил дирижёрско-хоровое отделение Ленинградского областного колледжа культуры и искусств, затем — кафедру режиссуры и актёрского мастерства Санкт-Петербургского государственного университета культуры и искусств по специальности «Режиссёр драматического театра» и режиссёрский факультет Российского государственного института сценических искусств.
С 2005 по 2010 год был художественным руководителем «Выборгского Народного театра» в Выборге.
С 2011 года является основателем и художественным руководителем Международного театрально-музыкального фестиваля «Vyborg Intelligent Performance» в Выборге.
С 2010 по 2014 год был режиссёром-постановщиком Интерьерного театра в Санкт-Петербурге.
С 2014 по 2017 год — главный режиссёр Магаданского музыкального и драматического театра.
С 2017 по 2018 год — главным режиссёр Грозненского русского драматического театра, 
С 2017 по 2018 год — режиссёр-постановщик Санкт-Петербургского «Романтического театра Юрия Томошевского».
С 2018 года — режиссёр-постановщик Русского драматического театра в Махачкале.
С 2018 по 2019 год — главный режиссёр Чеченского государственного театра юного зрителя.
С 2018 по 2020 год — режиссёр-постановщик Кумыкского музыкально-драматического театра в Махачкале.
С 2018 по 2021 год был режиссёром-постановщиком Дагестанского театра оперы и балета.
За свою карьеру поставил более 50 спектаклей в театрах Санкт-Петербурга, Москвы, Выборга, Магадана, Калуги, Грозного, Махачкалы и других городов России, а также в зарубежных театрах Финляндии, Эстонии, Грузии. Многие их них получили положительные оценки театральных критиков.
В разные годы Павлов неоднократно создавал спектакли в творческом союзе с российским писателем Сергеем Носовым по его произведениям.

## Режиссёрские работы

### Выборгский народный театр
- «Пещера» Е. Замятин
- «Марьино поле» О. Богаев
- «Утиная охота» А. Вампилов

### Интерьерный театр
- «Принципиальные анекдоты», по пьесе «Тесный мир» С. Носов
- «Варшавская мелодия» Л. Зорин[12]

### Тбилисский русский драматический театр имени А. С. Грибоедова
- «Двенадцать месяцев» С. Маршак[13]

### Kaupunginteatteri (Финляндия)
- «Сад смерти Хуго Симберга» спектакль по картинам Х. Симберга

### Русский молодёжный театр (Эстония)
- «Прекрасное воскресенье для разбитого сердца» Т. Уильямс

### Грозненский русский драматический театр имени М. Ю. Лермонтова
- «Спасти камер-юнкера Пушкина» М. Хейфец
- «Старший сын» А. Вампилов[14]
- «Звездный мальчик» О. Уайльд
- «Беда от нежного сердца» В. Сологуб

### Магаданский музыкальный и драматический театр имени А. М. Горького
- «Ханума» Г. Канчели, Б. Рацер, В. Константинов
- «Диоген» Б. Рацер, В. Константинов
- «Правда — хорошо, а счастье лучше» А. Н. Островский[15]
- «Берендей» С. Носов[16]
- «Старший сын» А. Вампилов[17]
- «Арт» Я. Реза[18]
- «Привет от Цюрупы» Ф. Искандер
- «Карлсон, который живет на крыше» А. Линдгрен

### Романтический театр Юрия Томошевского
- «Полковник говорит — люблю» по повести Сергея Довлатова «Заповедник»[19]

### Чеченский государственный театр юного зрителя
- «Соловей» Х. К. Андерсен

### Калужский областной театр юного зрителя
- «Сказка о мертвой царевне и семи богатырях» А. С. Пушкин

### Государственный театр кукол «Жар-птица»
- «Мальчик-с-пальчик» Братья Гримм

### Кумыкский музыкально-драматический театр имени А. П. Салаватова
- «Ханума» Г. Канчели, Б. Рацер, В. Константинов[20][21]

### Ногайский государственный драматический театр
- «Медея» Ж. Ануй[22]
- «Лес» А. Островский

### Лезгинский государственный музыкально-драматический театр им. С. Стальского
- «Женитьба» Н. Гоголь
- «Снежная королева» Х.-К. Андерсен[23]

### Дагестанский театр оперы и балета
- «Кармина Бурана» К. Орф
- «Севастопольский вальс» К. Листов[24]

### Государственный республиканский русский драматический театр им. М. Горького
- «Чиполлино» Джанни Родари
- «Ричард III» У. Шекспир[25]
- «Арт» Я. Реза[26][27]
- «Тартюф» Ж-Б. Мольер[28][29]
- «Чайка» А. Чехов[30]
- «Ножницы» П. Портнер
- «Король умирает» Э. Ионеско

### Государственный музей истории космонавтики имени К. Э. Циолковского
- «Летчик и Маленький принц» Антуан де Сент-Экзюпери[31]

### Лакский музыкально-драматический театр им. Э. Капиева
- «Последняя цена» по произведениям Расула Гамзатова[32]

### Табасаранский государственный драматический театр
- «Асият» по поэме Расула Гамзатова «Горянка»

### Калужский театр кукол
- «Ночь перед Рождеством» Н. Гоголь[33]

### Калужский областной драматический театр
- «Школа жён» Ж.-Б. Мольер[34]

### Моноспектакли
- «Египетские ночи» А. С. Пушкин, моноспектакль Данила Лавренова[35]

### Другие театральные проекты
- «Я вернулся в мой город», спектакль-концерт по поэзии Серебряного века и современной поэзии (Саратов)[36]

## Фильмография
- 2004 — «Спецназ по-русски»
- 2005 — «Бой с тенью» — актёр
- 2007 — «1612: Хроники смутного времени» — наёмник
- 2007 — «Бандитский Петербург — 10. Расплата» — опер
- 2007 — «Груз 200» — милиционер
- 2007 — «Мушкетёры Екатерины» — брат
- 2007 — «Я — телохранитель» — охранник
- 2008 — «Литейный, 4» (1-й сезон) — лейтенант милиции
- 2008 — «Псевдоним „Албанец“ — 2» — чеченец
- 2009 — «Литейный» (2-й сезон) — администратор ресторана
- 2009 — «Опергруппа» — водитель
- 2009 — «Тайны следствия — 8» — опер Козлов
- 2009 — «Улицы разбитых фонарей — 10»
- 2011 — «Маяковский. Два дня» — агитатор
- 2013 — «Морские дьяволы. Смерч» — офицер